# 耶和華以勒
耶和華以勒（Jehovah-jireh ）一詞源至舊約聖經《創世紀》第22章有關亞伯拉罕（Abraham ）的記敘，意即「耶和華必預備」（The LORD Will Provide），是亞伯拉罕以羊羔取代其子以撒獻為燔祭之處。

## 事件經過

天使中止亞伯拉罕獻以撒

根據舊約聖經《創世紀》，以色列人始祖亞伯拉罕蒙耶和華神應允，將來的子孫必多如繁星海沙（創12:1-3、13:14-17）。亞伯拉罕終於在年紀老邁時，從髮妻撒拉得一兒子，名為以撒。然而神要試驗亞伯拉罕的信心，吩咐亞伯拉罕攜同愛子以撒往摩利亞山去，並把兒子獻為燔祭。亞伯拉罕聽從神的吩咐，帶同兒子及獻祭的裝備，走了三天的路程往神指示的目的地。
到了目的地，亞伯拉罕囑咐僕人稍作等候，自己與兒子前往獻祭之處。由於亞伯拉罕並無攜帶獻祭用的羊羔，以撒好奇向亞伯拉罕詢問，亞伯拉罕說：「我兒，上帝必自己預備作燔祭的羊羔。」(創22:8)
當到了獻祭的地方，亞伯拉罕築好壇，並把兒子以撒捆綁置於壇上。一切準備就緒，亞伯拉罕上正準備伸手拿刀把兒子獻為祭物時，神的使者從天上向亞伯拉罕呼叫，囑咐他一點不可加害自己的兒子。耶和華神亦因此事，知道亞伯拉罕對祂敬畏的心。
天使的話說完，亞伯拉罕舉目觀看，發然一頭公羊兩角扣於稠密的小樹之中，遂以公羊取代其子獻為燔祭，

亞伯拉罕给那地方起名叫「耶和華以勒」(意即「耶和華必預備」)，直到今日人还说：“在耶和华的山上必有预备。” （創 22:14 ）

And Abraham called the name of that place Jehovah-jireh. As it is said to this day, In the mount of Jehovah it shall be provided.  （ASV Gen 22:14）
耶和華的使者亦再一次從天上呼叫亞伯拉罕，由於亞伯拉罕聽從耶和華神的話，沒有留下自己的兒子不給神，故神應許亞伯拉罕要賜他大福，子孫更必多如繁星海沙，地上萬國亦必因他的後裔得福。

### 伊斯蘭教的看法
穆斯林信徒認為被獻的並非以撒，而是亞伯拉罕與夏甲所生的兒子以實瑪利，然而《古蘭經》上並無明確記載有關事件。

## 與該處相關的事蹟

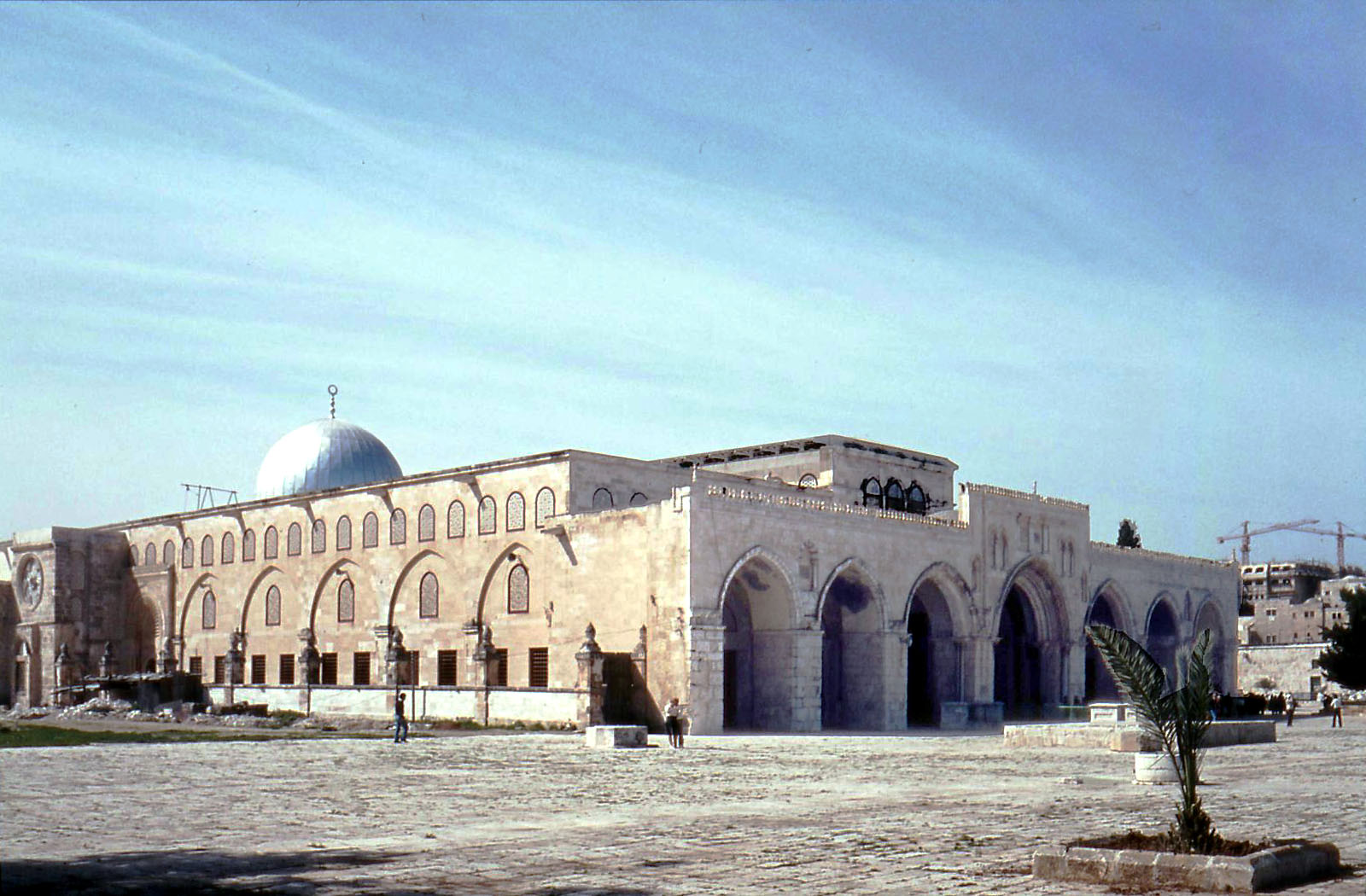
阿克薩清真寺

- 耶和華以勒亦即摩利亞山。距亞伯拉罕獻以撒的千多年後，耶和華神於此向大衛王顯現。
- 這裏亦是大衛王之子所羅門王建造聖殿之處（代下3:1）。
- 聖殿於公元前586年被巴比倫王尼布甲尼撒王所毁（王下25:8-21），全體以色列人被擄往巴比倫。
- 公元前520年，波斯王居魯士允許以色列人返回故鄉耶路撒冷，聖殿亦得以重建。
- 聖殿再被希臘帝國西流古王伊皮法紐‧安提阿哥於公元前168年所毁。
- 公元19年，以色列地由羅馬帝國直接管轄，大希律王再次重建聖殿，工程於63年完成。但七年後，即70年，再次毁於羅馬將軍提多手上。
- 穆斯林信徒認為該處是穆罕默德升天之處。
- 後來，伍麥葉（'Umar）王朝的Abdul Malik ibn Marwan於此處興建阿克薩清真寺（Al-Aqsa Mosque），並由其子Al-Walid於705年建成，並一直存留至今。

## 相關經文
- 《創世記》第22章：記載整件事情的始末。
- 《希伯來書》11:17-19：亞伯拉罕相信神能叫人從死裏復活，遂憑著信心獻上兒子。

## 外部連結
阿克薩清真寺 （页面存档备份，存于）